# Бумеранг (колёсная платформа)
Унифицированная боевая платформа «Бумеранг» — перспективная средняя колёсная унифицированная боевая платформа, разработанная ООО «Военно-промышленная компания».
Впервые боевая машина была представлена на закрытом показе на выставке Russia Arms EXPO в 2013 году. Была открыто представлена широкой публике на репетиции парада Победы в 2015 году.
Первые поставки опытных образцов должны были начаться в 2019 году. Однако позже сроки завершения испытаний были сдвинуты на конец 2021 года.
По информации РИА «Новости», государственные испытания колёсных БМП и БТР на платформе «Бумеранг», позволяющие начать их серийное производство, фактически начались только в апреле 2023 года.

## Назначение
Платформа «Бумеранг» позволяет создать на своей базе бронетранспортёр, колёсную боевую машину пехоты, боевую машину с тяжёлым вооружением и другие.
Бронетранспортёр на основе УБП «Бумеранг» предназначен для транспортировки и поддержки огнём мотострелкового отделения, может самостоятельно преодолевать водные преграды.

## Варианты на базе
- БМП-К — боевая машина пехоты, известная так же как К-17;
- БТР-К — бронетранспортёр, известный так же как К-16;
- Бронированная медицинская машина;
- Машина огневой поддержки;
- Зенитный ракетный комплекс — вариант с ЗРК «Сосна», известный также как ЗРК «Птицелов»;
- Самоходный миномёт;
- Машина РХБЗ;
- Командно-штабная машина;
- Бронированная ремонтно-эвакуационная машина[11].

## Конструкция
Создавая «Бумеранг» ВПК-7829 использовали многослойное бронирование с содержанием керамики. Этот вид защиты во много раз более эффективен, чем гомогенная защита.
Двигатель расположен в передней части машины, это позволяет осуществлять посадку и высадку десанта с кормы. Платформа может быть оснащена различными дистанционно-управляемыми боевыми модулями в зависимости от типа машины.
Для повышения проходимости на бронемашине установлена лебедка с тяговым усилием 10 тонн.
Амфибийные свойства позволяют преодолевать водные преграды даже при волнении не менее трёх баллов, запас хода на воде до 12 часов.
В случае повреждений бронемашина способна самостоятельно покинуть опасное место при полном отрыве двух колёс или продолжить движение при простреле шин

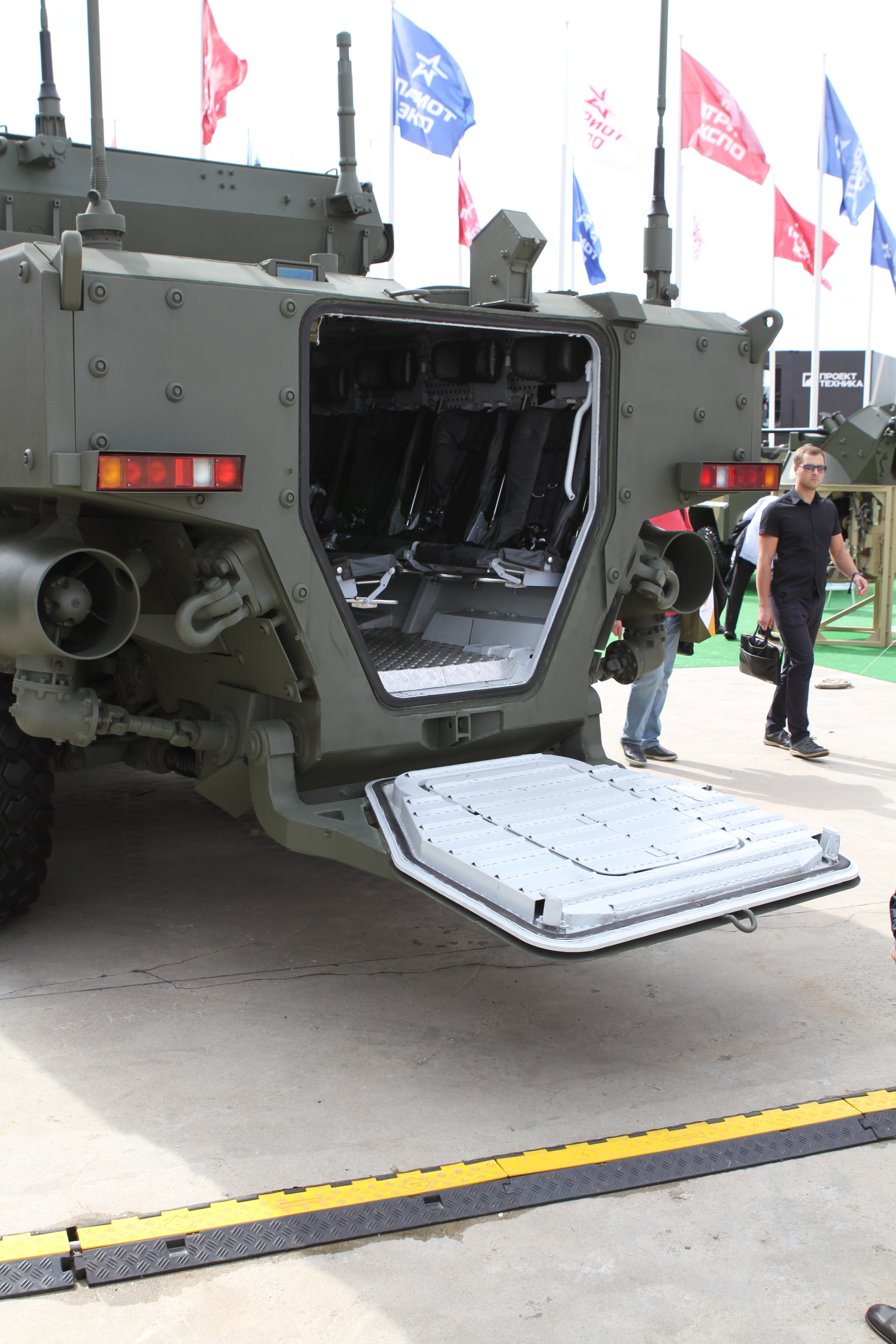
Аппарель.
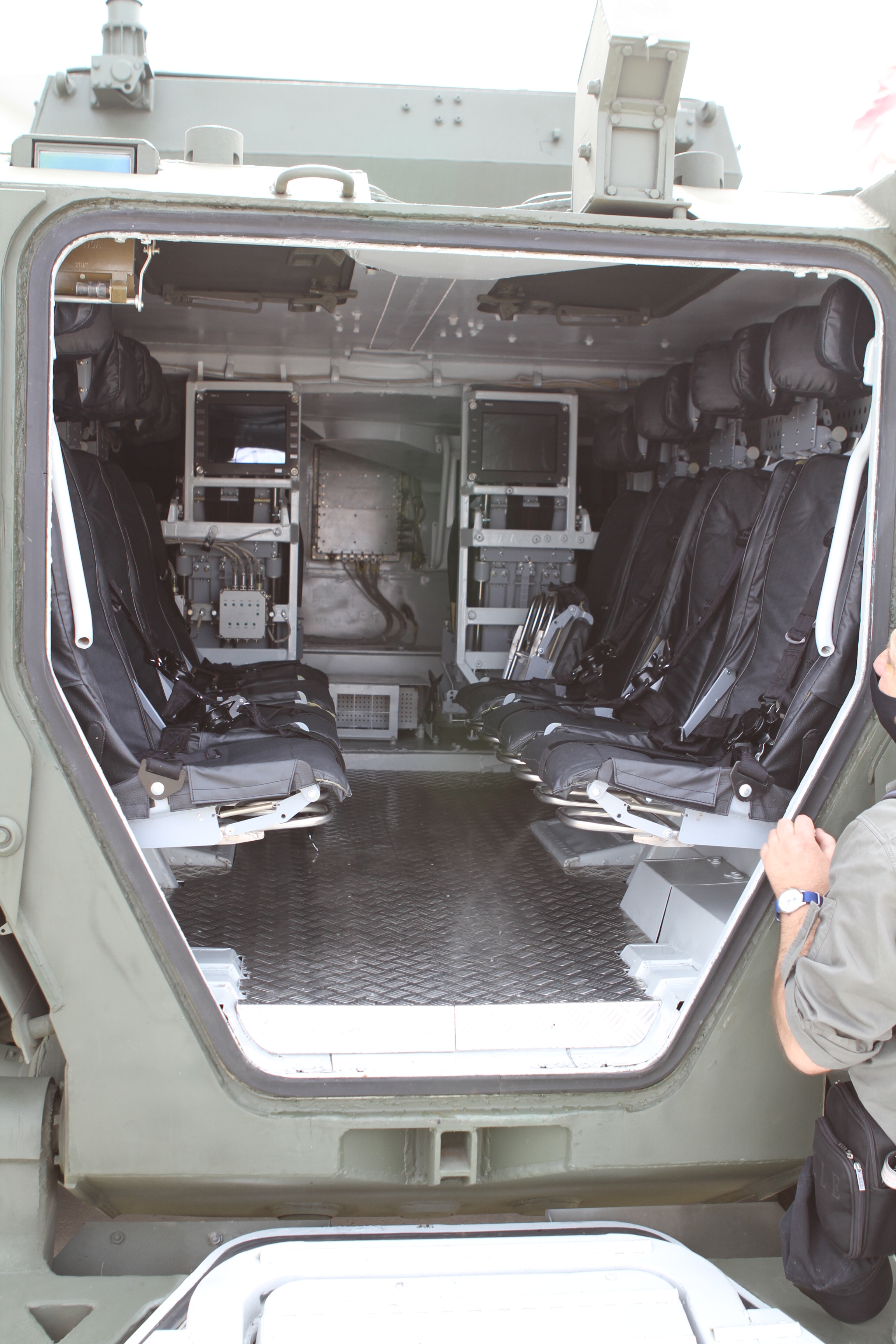
Десантное отделение.
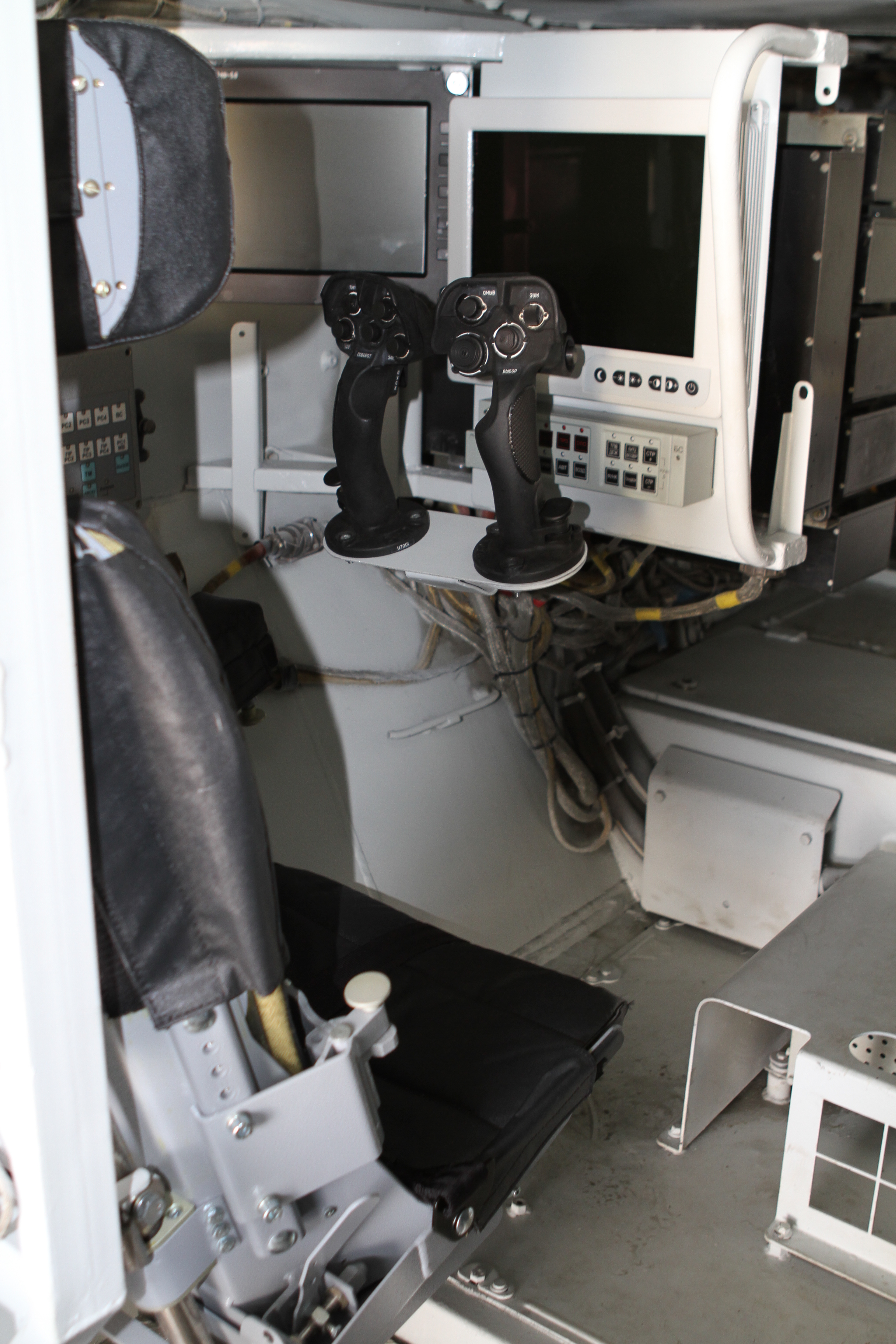
Место командира.
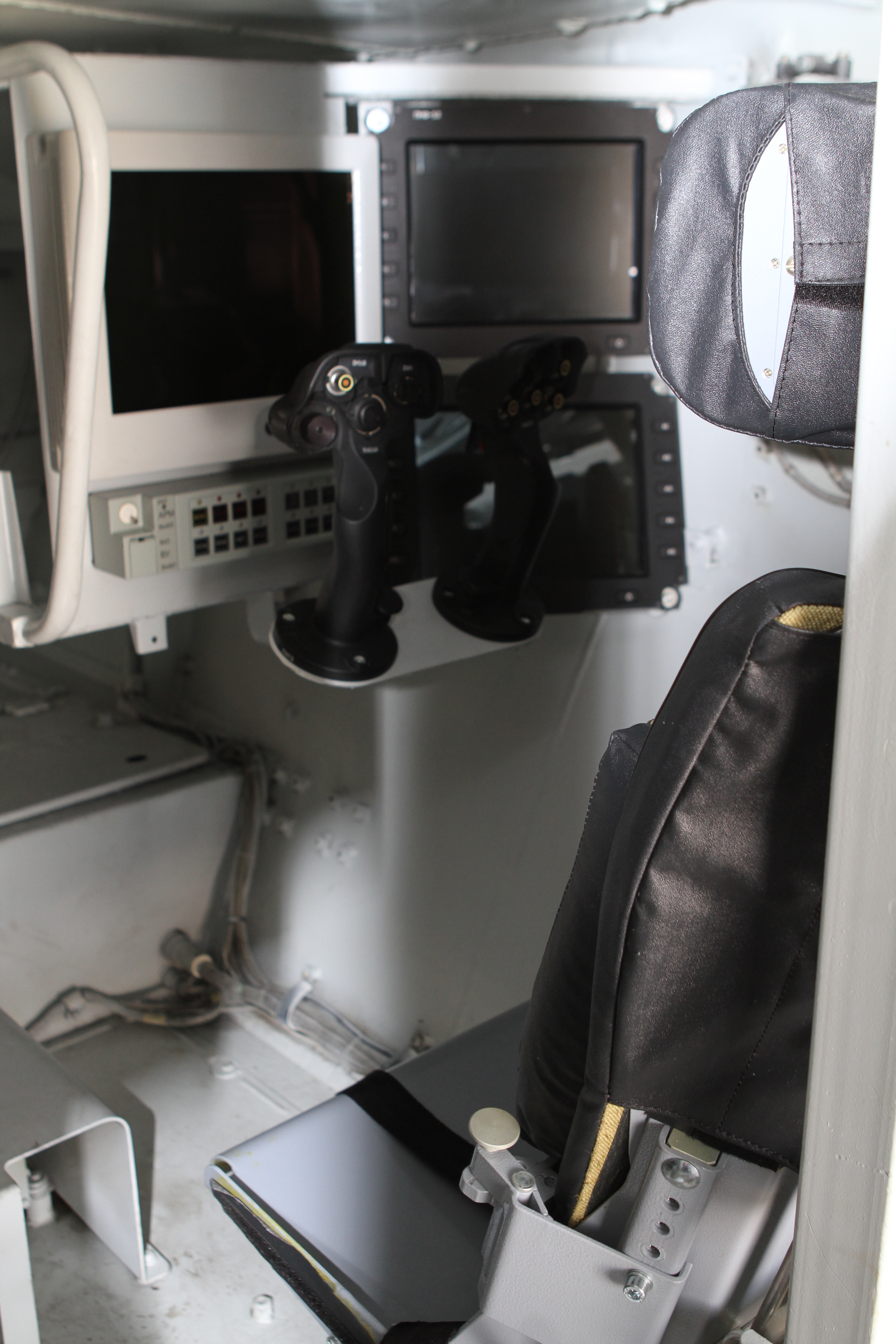
Место стрелка.
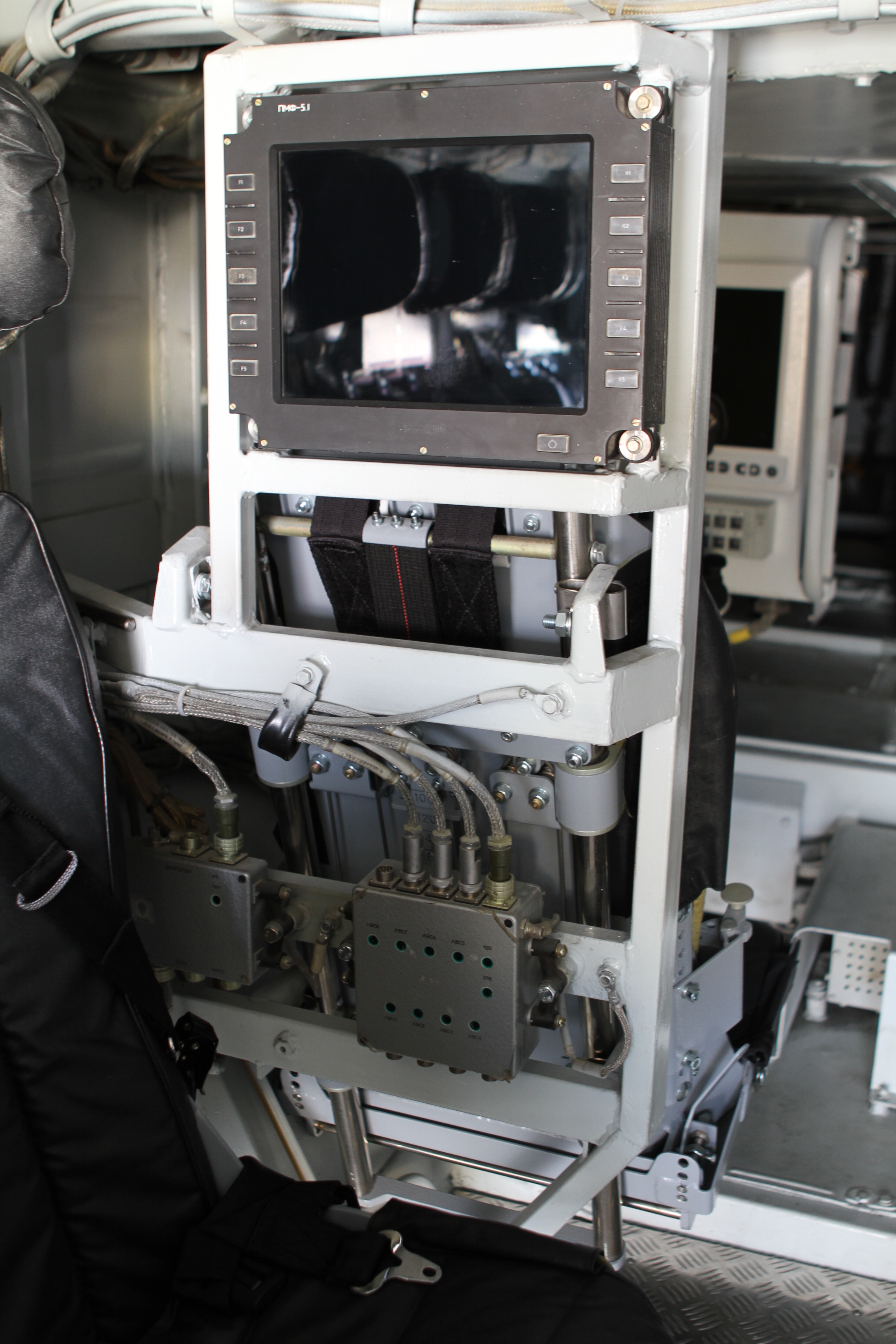
Дисплей в десантном отделении.

## Боевая машина пехоты
БМП платформы будут оснащены дистанционно-управляемым универсальным боевым модулем «Бумеранг-БМ», вооружённым 30-мм автоматической пушкой 2А42 с селективным боепитанием (боезапас 500 снарядов), 7,62-мм пулемётом ПКТМ (боезапас 2 000 патронов) и двумя сдвоенными пусковыми установками ПТРК «Корнет». Боевой модуль может управляться наводчиком и командиром машины. Автоматический гранатомёт и 100-мм пусковая установка 2А70 не предусмотрены. Боевой модуль, за счёт роботизации, способен следить за целью и самостоятельно вести обстрел объекта до его уничтожения после целеуказания оператором модуля. Движение модуля осуществляют управляемые компьютером электродвигатели.